# Sallói Dániel
Sallói Dániel (Siófok, 1996. július 19. –) magyar válogatott labdarúgó, támadó középpályás, csatár, az MLS-ben szereplő Sporting Kansas City játékosa. 2024 óta amerikai állampolgár is.

## Élete
Sallói Dániel egy futballdinasztia legifjabb sarja. Édesapja Sallói István válogatott labdarúgó (Videoton, Győr, Honvéd) és nagyapja id. Sallói István a Tatabánya Bányász SC színeiben játszott ugyancsak az NB1-ben, valamint az NB1/b-s Oroszlányi Bányász SK-ban. Dédapja Sallói Jenő Balassagyarmaton játszott, majd játékvezetőként tevékenykedett a magyar labdarúgásban. Két olyan család van a magyar futball történelmében, ahol egymást követő három generáció is játszott az NB1-ben. Az egyik a Gelei kapusdinasztia, a másik a Sallói család, akik egyedüliként, mindhárman gólt is szereztek az NB1-ben. Id Sallói István 8, ifjabb Sallói István 55, míg Dániel 3 gólt lőtt.

## Pályafutása

### Újpest
Sallói Dániel Újpesten kezdte pályafutását, ahol 2005–2014 között az UTE utánpótlás csapataiban játszott. Többször pályára lépett a korosztályos válogatottakban. A 2013-14-es szezonban az U21-es csapat második helyezést ért el a magyar U21-es bajnokságon, Sallóival a soraiban. 2014 júliusában, egy évre az amerikai Sporting Kansas csapatához igazolt, ahol az U18-as csapatban szerepelt és ahol Urbányi István volt az edzője. A 2014–15 szezonban 28 bajnokin 21 gólt szerzett, egy alkalommal mesterhármast ért el. 2015 júniusában ismét Újpestre igazolt. A 2015–16-os szezont már az Újpest első csapatával kezdte. 2015. július 18-án az Újpest-Paks mérkőzésen, kezdőként debütált az NB I-ben. A második fordulóban, 2015. július 25-én, a Vasas-Újpest 1–3-as bajnokin lőtte az első élvonalbeli gólját. A Magyar Kupa az évi kiírásában négy mérkőzésen hat gólt szerzett, minden sorozatot figyelembe véve tizenhat tétmérkőzésen hét gól és négy gólpassz volt a mérlege.

### Sporting Kansas City
Nem sokat maradt azonban Újpesten, mert 2016 januárjában a Sporting Kansas felnőtt csapata profi szerződést kínált neki, amit elfogadott és az amerikai MLS bajnokságba igazolt. A Kansas felnőtt csapatában nem jutott lehetőséghez, ezért a klub tartalékcsapatához, a Swope Park Rangershöz adták kölcsönbe, ahol tíz bajnokin négy gólt szerzett. 2016 nyarán visszatért Magyarországra, egy ideig úgy tűnt, hogy kölcsönben a Vasasnál folytatja, de végül a Gyirmót lett a befutó. Az őszi idényben 13 bajnokin két gólt szerzett, majd visszatért a Kansashez.
Az amerikai élvonalnak számító MLS-ben 2017. április 10-én mutatkozott be a Colorado Rapids ellen 3–1-re megnyert bajnokin a 83. percben csereként beállva.
Első gólját a Sportingban június 15-én szerezte a Minnesota United ellen 4–0-ra megnyert US Open-kupa mérkőzésen. Július 2-án a Portland Timbers ellen első bajnoki gólját is megszerezte.
Július 30-án gólt szerzett a Nikolics Nemanját is soraiban tudó Chicago Fire SC ellen, csapata 3–2-re megnyerte a mérkőzést. Augusztus 10-én a San Jose Earthquakes csapatát győzték le büntetőkkel az US Open-kupa elődöntőjében, Sallói a 77. percben állt be és értékesítette a maga tizenegyesét. Szeptember 21-én az U.S. Open Cup döntőjében a kispadon kapott lehetőséget, majd a 43. percben Latif Blessing cseréjeként lépett pályára és a 66. percben egy remek indítás után megduplázta csapata előnyét, miután a kifutó kapus mellett elpöckölte a labdát. A Sporting Kansas City 2–1-re győzte le a New York Red Bullst. Szeptember 24-én, a bajnokság következő fordulójában is gólt szerzett, a Los Angeles Galaxy ellen volt eredményes. A szezonban 27 tétmérkőzésen lépett pályára, összesen hét gólt szerzett. 2018 februárjában szerződését két plusz két évvel meghosszabbították.
Az új idény második fordulójában két gólpasszt adott a Chicago Fire elleni mérkőzésen, melyet csapata 4–3-ra nyert meg. Május 6-án győztes gólt szerzett a Colorado Rapids ellen 1–0-ra megnyert bajnokin. A forduló után beválasztották a kör álomcsapatába és a játéknap legjobb játékosának is megválasztották. A gólgyártást a következő fordulóban, az Atlanta United ellen is folytatta, mellyel csapata 2-0-s győzelmet aratott. Ennek a győzelemnek is köszönhetően a Kansas 11 forduló után vezette a Nyugati főcsoportot. Október 18-án, a Vancouver Whitecaps legyőzésekor két gólt szerzett a 4–1-re megnyert bajnoki mérkőzésen. November 11-én, a rájátszásban is duplázott a Real Salt Lake elleni főcsoport-elődöntő visszavágóján, amelyet csapata 4–2-re megnyert, és bejutott a döntőbe. Az alapszakaszban lőtt 11 és a rájátszásban szerzett további 3 góljával a Sporting házi gólkirálya lett a 2018-as évben.
A koronavírus-járvány miatt az MLS a 2020-as évben júliusban az úgynevezett MLS is Back csoportkörös majd kieséses rendszerű lebonyolítási formában rendezte meg a bajnokságot. A Sporting a csoportkört követően a nyolc közé jutásért büntetőkkel győzte le a Vancouver Whitecapset július 27-én. Sallói ezen a taklálkozón játszotta századik tétmérkőzését a csapat színeiben. A koronavírus-járvány miatt új lebonyolításban megrendezett bajnokság során az alapszakaszban öt találkozón lépett pályára, gólt nem szerzett, a Minnesota United ellen elveszített negyeddöntős párharc során pedig nem kapott játéklehetőséget.
A 2021-es szezonban az első fordulóban megszerezte idénybeli első találatát, a Sporting pedig 2–1-re legyőzte a New York Red Bullst. Második gólját a Vancouver Whitecaps elleni 3–0-s győzelem alkalmával szerezte az alapszakasz 6. fordulójában. Egy héttel később gólt lőtt és gólpasszt adott a San Jose Earthquakes ellen 3–1-re megnyert bajnokin. A 11. fordulóban a Sporting 3–1-re nyert a Colorado Rapids ellenében, a győzelemből Sallói két góllal és gólpasszal vette ki a részét. Július 22-én a 94. percben egyenlített a San Jose Earthquakes ellen elért 1–1-es döntetlen alkalmával, megszerezve nyolcadik gólját a szezonban. Augusztus 5-én megszerezte 10. gólját a szezonban a Los Angeles FC elleni 4–1-es siker alkalmával. Tíz nappal később, az FC Dallas elleni győztes bajnokin újabb gólt szerzett. Augusztus 26-án a mexikói élvonal válogatottja elleni 1–1-es, büntetőkkel végül megnyert All-Star-mérkőzésen egy félidőt játszott az MLS legjobbjaiból felállított csapatban. Szeptember 30-án az FC Dallas ellen 3–1-re megnyert bajnoki két gólt szerzett, és őt választották meg a 28. játékhét legjobb játékosának. A következő fordulóban a Houston Dynamo elleni 4–2-es győzelem során gólt lőtt és gólpasszt adott. Október 18-án a gólpasszt adott a Vancouver Whitecaps ellen 2–1-re elveszített bajnokin. A mérkőzést követő orvosi vizsgálat során kiderült, hogy elszakadt a bokaszalagja, várhatóan egy hónap kihagyásra kényszerül. A 2021-es szezont 16 góllal zárta, három találattal elmaradva a gólkirályi címet szerző Valentín Castellanos mögött.

### A válogatottban
2018 augusztusában meghívót kapott Marco Rossi szövetségi kapitánytól a finn és a görög válogatott elleni Nemzetek Ligája mérkőzésekre készülő magyar válogatott 23 fős keretébe.
A felnőtt válogatott keretébe ezt követően 2021 augusztusában, az őszi világbajnoki selejtezőket megelőzően kapott meghívót Marco Rossitól. Szeptember 2-án, az angolok lellen 4–0-s hazai vereség alkalmávam mutatkozott be a nemzeti csapatban, Sallai Rolandot váltotta a mérkőzés 66. percében.

## Statisztika

### Klubcsapatokban
2025. augusztus 16-i állapot szerint.
| Klub                            | Szezon         | Bajnokság      | Bajnokság | Bajnokság | Kupa  | Kupa  | Nemzetközi | Nemzetközi | Egyéb | Egyéb | Összesen | Összesen |
| Klub                            | Szezon         | Liga           | Mérk.     | Gólok     | Mérk. | Gólok | Mérk.      | Gólok      | Mérk. | Gólok | Mérk.    | Gólok    |
| ------------------------------- | -------------- | -------------- | --------- | --------- | ----- | ----- | ---------- | ---------- | ----- | ----- | -------- | -------- |
| Újpest                          | 2015–16        | NB I           | 12        | 1         | 5     | 6     | —          | —          | —     | —     | 17       | 7        |
| Swope Park Rangers (kölcsönben) | 2016           | USL            | 10        | 4         | —     | —     | —          | —          | —     | —     | 10       | 4        |
| Gyirmót (kölcsönben)            | 2016–17        | NB I           | 13        | 2         | —     | —     | —          | —          | —     | —     | 13       | 2        |
| Swope Park Rangers (kölcsönben) | 2017           | USL            | 3         | 1         | —     | —     | —          | —          | —     | —     | 3        | 1        |
| Sporting Kansas City            | 2016           | MLS            | —         | —         | —     | —     | —          | —          | —     | —     | —        | —        |
| Sporting Kansas City            | 2017           | MLS            | 23        | 3         | 4     | 3     | —          | —          | —     | —     | 27       | 6        |
| Sporting Kansas City            | 2018           | MLS            | 33        | 14        | 3     | 2     | —          | —          | —     | —     | 36       | 16       |
| Sporting Kansas City            | 2019           | MLS            | 28        | 1         | 1     | 0     | 5          | 0          | —     | —     | 34       | 1        |
| Sporting Kansas City            | 2020           | MLS            | 7         | 0         | —     | —     | —          | —          | —     | —     | 7        | 0        |
| Sporting Kansas City            | 2021           | MLS            | 32        | 16        | —     | —     | 1          | 0          | 1     | 0     | 34       | 16       |
| Sporting Kansas City            | 2022           | MLS            | 29        | 7         | 4     | 2     | —          | —          | —     | —     | 33       | 9        |
| Sporting Kansas City            | 2023           | MLS            | 38        | 9         | 2     | 1     | 2          | 0          | —     | —     | 42       | 10       |
| Sporting Kansas City            | 2024           | MLS            | 30        | 2         | 5     | 0     | 3          | 0          | —     | —     | 38       | 2        |
| Sporting Kansas City            | 2025           | MLS            | 26        | 6         | —     | —     | 2          | 0          | —     | —     | 28       | 6        |
| Sporting Kansas City            | Összesen       | Összesen       | 246       | 58        | 19    | 8     | 13         | 0          | 1     | 0     | 279      | 66       |
| Teljes karrier                  | Teljes karrier | Teljes karrier | 284       | 66        | 24    | 14    | 13         | 0          | 1     | 0     | 322      | 80       |

1. ↑  Magában foglalja a magyar, illetve az amerikai kupában való pályára lépéseit.
2. ↑  Mérkőzése(i) a 2019-es CONCACAF-bajnokok ligájában.
3. ↑  Mérkőzése(i) a 2021-es Ligák Kupájában.
4. ↑  Mérkőzése(i) a 2021-es MLS All-Star Game-n.
5. ↑  Mérkőzése(i) a 2023-as Ligák Kupájában.
6. ↑  Mérkőzése(i) a 2024-es Ligák Kupájában.
7. ↑  Mérkőzése(i) a 2025-ös CONCACAF-bajnokok ligájában.

### A válogatottban
| Magyarország | Magyarország | Magyarország |
| Év           | Mérk.        | Gólok        |
| ------------ | ------------ | ------------ |
| 2021         | 4            | 0            |
| Összesen     | 4            | 0            |

### Mérkőzései a válogatottban
| Magyarország | Magyarország        | Magyarország           | Magyarország | Magyarország | Magyarország | Magyarország | Magyarország | Magyarország |
| #            | Dátum               | Helyszín               | Hazai        | Eredmény     | Vendég       | Kiírás       | Gólok        | Esemény      |
| ------------ | ------------------- | ---------------------- | ------------ | ------------ | ------------ | ------------ | ------------ | ------------ |
| 1.           | 2021. szeptember 2. | Budapest, Puskás Aréna | Magyarország | 0 – 4        | Anglia       | vb-selejtező | -            | 66'          |
| 2.           | 2021. szeptember 5. | Elbasan, Elbasan Aréna | Albánia      | 1 – 0        | Magyarország | vb-selejtező | -            | 67'          |
| 3.           | 2021. szeptember 8. | Budapest, Puskás Aréna | Magyarország | 2 – 1        | Andorra      | vb-selejtező | -            | a szünetben  |
| 4.           | 2021. október 9.    | Budapest, Puskás Aréna | Magyarország | 0 – 1        | Albánia      | vb-selejtező | -            | 59'          |
|              | Összesen            |                        |              | 4            | mérkőzés     |              | 0            | gól          |

## Sikerei, díjai
Sporting Kansas City
- US Open Cup-győztes (1): 2017[44]
- Nyugati főcsoport-győztes (2): 2018,[45] 2020
- US Open Cup-döntős(1): 2024[46]